# Tao Zhu

Tao Zhu – Zur Zeit der Gründung der Volksrepublik, um 1950

Tao Zhu (chinesisch 陶鑄 / 陶铸, Pinyin Táo Zhù; * 16. Januar 1908 in Qiyang, Provinz Hunan; † 30. November 1969) war ein chinesischer Politiker und Führer der Kommunistischen Partei Chinas.

## Leben
Der politische Aufstieg Tao Zhus begann 1949  in Guangdong, wo er eine zentralistische Linie durchsetzte. Er wurde im Februar 1955 Gouverneur und erster Sekretär im September 1956. Er wurde auf dem 8. Nationalen Kongress der Kommunistischen Partei Chinas im September 1956 gewählt und stieg 1965 weiter auf. Die Kulturrevolution erlaubte ihm, seinen Aufstieg zu beschleunigen. Er übernahm im Juli 1966 die Leitung der „Propagandaabteilung des Zentralkomitees der Kommunistischen Partei Chinas“ (中国共产党中央委员会宣传部,  Zhōngguó Gòngchǎndǎng Zhōngyāng Wěiyuánhuì Xuānchuánbù) als Nachfolger von Lu Dingyi. Er trat dem Politbüro im August 1966 bei. Von den Roten Garden wurde er zusammen mit Liu Shaoqi und Deng Xiaoping angegriffen. Er wurde 1967 gestürzt und starb 1969 im Hausarrest.

## Weiterführende Literatur
- Wolfgang Bartke: Who was Who in the People's Republic of China. München: K.G. Saur, 1997